# Carlos Roselló Betbeze
Carlos Roselló Betbeze   (Montevideo, 2 de maig de 1922 - Abans de 2004) fou un jugador de bàsquet uruguaià que va competir durant les dècades de 1940 i 1950.
El 1948 va prendre part en els Jocs Olímpics de Londres, on fou cinquè en la competició de bàsquet. Quatre anys més tard, als Jocs de Hèlsinki, guanyà la medalla de bronze en la mateixa competició. En el partit contra França unes controvertides decisions de l'àrbitre Vincent Farrell van acabar una baralla en què l'àrbitre acabà a l'hospital inconscient. Els principals instigadors de la batussa foren ell i Wilfredo Peláez, que foren expulsats d'aquest i posteriors Jocs.
El 1954 fou sisè en el Campionat del món de bàsquet.